# Heinkel He 112
Heinkel He 112 je bil nemški lovec tik pred drugo svetovno vojno. Sredi tridesetih let je tekmoval na razpisu za novo nemško lovsko letalo, na katerem pa je kljub zelo pozitivnim ocenam zmagal njegov konkurent Messerschmitt Bf 109. Čeprav mu ni uspelo pridobiti množičnih naročil Luftwaffe, pa je Heinkel letalo uspešno prodal v tujino. Tako so ga v sicer malem številu uporabljali v letalstvih na  Japonskem, madžarskem, romunskem in španskem. 

### Razpis
Leta 1934 je nemško ministrstvo za letalstvo RLM ( nemško: Reichsluftfahrtministerium) objavilo razpis za novo lovsko letalo za Luftwaffe. Nanj so se odzvale štiri tovarne s svojimi projekti, Arado s Arado Ar 80, Focke Wulf s Focke Wulf Fw 159, BFW oziroma Messerschmitt s Messerschmitt Bf 109 in Heinkel s svojim He 112. V ožjem izboru sta kmalu ostala le slednja dva, ki sta oba dobila dodatno naročilo desetih novih prototipov z namenom dodatnih preizkusov. Zanimivo je, da je He 112 obetal več, predvsem v smislu nadaljnjih razvojnih možnosti, vendar pa so se na RLM odločili za Bf 109, ker naj bi bil Heinkel prezaposlen s proizvodnjo novega bombnika He 111. Kaj je pomenilo zmagati na razpisu pove podatek, da so izdelali vsega skupaj prek 30.000 letal Bf 109, ki je postal najštevilnejše letalo Luftwaffe kdajkoli. 

### V tujino
Sicer je Luftwaffe naročila 30 He 112 za vsak primer, če bi bilo s Bf 109 kaj narobe, kar pa je bilo tudi vse in so nato pri tem letalu ostali brez domačih naročil. Še od teh tridesetih so jih večino kasneje prodali v Španijo in Japonsko. So pa Heinklu dovolili, da letalo razvija naprej in poišče srečo z njim izven Nemčije. Kjer pa tudi ni bilo posebnega uspeha, razen Romunov in Madžarov letala ni hotel nihče. Še v Jugoslaviji in Švici so se odločili za konkurenčni Bf 109 tik pred začetkom vojne, ki je naposled prekinila vsako dejavnost z lovci in prisilila Heinkla k preusmeritvi na druge projekte.

### Proizvodnja
Proizvodnja He 112 v letih 1935 - 1938:
| Verzija   | Izdelanih | Serijska številka      |
| --------- | --------- | ---------------------- |
| Prototipi | 3         | 1290-1292              |
| A-0       | 17        | 1951-1960, 2248-2254   |
| B-0       | 4         | 1944, 1969, 1973, 1974 |
| E         | 80        | 2001-2080              |
| SKUPAJ    | 104       |                        |

Izvoz letal He 112:
| Država    | Prodanih | Leto      |
| --------- | -------- | --------- |
| Japonska  | 30       | 1937-1938 |
| Španija   | 19       | 1939      |
| Madžarska | 3        | 1939      |
| Romunija  | 30       | 1939-1940 |
| SKUPAJ    | 82       |           |

### Specifikacije He 112B-2
Tehnične značilnosti
- Posadka -  1
- Dolžina -  9.22 m
- Razpon kril -  9.09 m
- Višina - 3.82 m
- Površina kril -  17 m²
- Teža praznega letala - 1,617 kg
- Največja vzletna teža -  2,248 kg
- Motor - 1× Junkers Jumo 210Ga z močjo 522 kW (700 KM)

Zmogljivosti
- Največja hitrost - 510 km/h
- Doseg - 1150 km
- Vrhunec - 9,500 m

Oborožitev
- 2 mitraljeza MG 17 kalibra 7.92 mm, vsak s po 500 naboji
- 2 topova MG FF kalibra 20 mm s po 60 naboji